# Aloisio Vasconcelos
Aloísio Marcos Vasconcelos Novais (Ponte Nova, 5 de dezembro de 1942), mais conhecido como Aloísio Vasconcelos, é um professor, engenheiro mecânico-eletricista, político brasileiro. Filho de Catulino Novais e Irene Vasconcelos Novais, nasceu na cidade de Ponte Nova, no estado de Minas Gerais, no dia 5 de dezembro de 1942. É casado com Nanci Nilo Vasconcelos Novais, com quem teve três filhos.
Foi Deputado Federal (Constituinte) entre os anos de 1987 e 1991, filiado ao partido PMDB, mas abdicou do cargo para atuar como Secretário de Gabinete Civil de Minas Gerais, no ano de 1989. Em 1991, exerceu mandato como Deputado Federal (MG) e ficou na posição até o ano de 1995. Em sua biografia, no site da Câmara dos deputados, são citadas três profissões: Professor, Engenheiro Mecânico e Engenheiro Eletricista.
Na política, Aloísio foi filiado de apenas dois partidos, PP (1980) e PMDB (1981), deste último ainda atuou como Vice-Líder em 1993.

## História
Em 1961, iniciou, formou-se no Colégio Santo Antônio em Belo Horizonte. No ano seguinte iniciou o curso de engenharia, com especialidades nas áreas mecânica e elétrica, na atual Universidade Federal de Minas gerais (UFMG). Ainda como estudante, ingressou no Partido Social Democrático (PSD). Em outubro de 1965, o Ato Institucional n°2 (AI2) outorgou o advento do bipartidarismo. Ele, então, filiou-se ao Movimento Democrático Brasileiro (MDB), partido que se opunha ao regime militar.
Em 1965, ingressou nas Centrais Elétricas de Minas Gerais (Cemig), atual Companhia Energética de Minas Gerais, entretanto completou sua formação na Universidade de Pádua, Itália, e em Charleston, Estados Unidos. Em 1971, Aloísio Vasconcelos deixou a Cemig para trabalhar na Brown Boveri Company, na qual passou a ser gerente regional da empresa no estado de Minas Gerais.
Em 1977, tornou-se vice-presidente do Conselho Federal de Engenharia, Arquitetura e Agronomia (Confea). O fim do bipartidarismo chegou em 1979 e com a consequente reformulação partidária, filiou-se ao Partido do Movimento Democrático Brasileiro (PMBD). Vasconcelos chegou a presidir também, durante os governos estaduais de Tancredo Neves (1983-1984) e Hélio Garcia (1984-1987), a Comissão de Ampliação e Reconstrução de Prédios Escolares (CARPE) da Secretaria de Educação de Minas Gerais entre 1983 e 1986.
No pleito de 1986, candidatou-se a deputado federal constituinte. Foi eleito e assumiu o mandato no ano em que tiveram início os trabalhos da Assembleia Constituinte. Aloísio Vasconcelos foi membro titular de algumas Subcomissões, como a da Ciência e Tecnologia e da Comunicação, da Família, da Educação, da Cultura e Esportes. E suplente de algumas Subcomissões como a dos Direitos Políticos e dos Direitos e Garantias do Homem e da Mulher.
Nas votações se colocou a favor do mandado do de segurança coletivo, do aborto, do turno ininterrupto de seis horas, da unicidade sindical, da anistia  aos micro e pequenos empresários e do mandato de cinco anos para o presidente José Sarney.
Com a promulgação da nova Carta Constitucional em 5 de outubro de 1988, passou a participar a participar dos trabalhos legislativos da Câmara. Ele foi um dos maiores opositores ao esquema de alianças montado nas eleições municipais de 1988 por Newton Cardoso, entretanto, foi convidado para assumir o cargo de secretário do Gabinete Civil do governo mineiro. Ele aceitou o convite e licenciou-se em janeiro de 1989 do mandato do Câmara dos Deputados.
Em 1990 ele retornou ao cargo de deputado e houve um pleito, no qual ele foi reeleito, assumindo-o em fevereiro de 1991. A partir daí, participou dos trabalhos legislativos como primeiro vice-presidente da Comissão de Ciência, Tecnologia, Comunicação e Informática.
Na sessão da Câmara dos Deputados de 29 de setembro de 1992, votou a favor da abertura do processo de impeachment do presidente Fernando Collor de Melo, acusado de crime de responsabilidade por envolvimento numa rede de corrupção comandada por Paulo César Farias, tesoureiro de sua campanha eleitoral. Assumiu interinamente a presidência, tão logo a Câmara dos Deputados aprovou o afastamento de Collor, o vice Itamar Franco. Em 29 de dezembro, pouco antes da votação no Senado Federal, Collor renunciou ao mandato e Itamar Franco foi efetivado na presidência da República.
Nessa legislatura, votou favoravelmente à criação do Imposto Provisório sobre Movimentação Financeira (IPMF) e à emenda que criou o Fundo Social de Emergência (FSE), que concedeu ao Executivo federal mais autonomia na alocação de recursos, dando autorização para que se aplique verbas, primordialmente destinadas aos Ministérios da Saúde e da Educação, para outras áreas. Um outro fato é que ele escolheu ausentar-se da sessão que rejeitou o fim do voto obrigatório.
Em abril de 1994, coube-lhe coordenar um movimento suprapartidário, que excluía apenas o Partido dos Trabalhadores (PT), o Partido Comunista do Brasil (PCdoB) e o Partido Socialista Brasileiro (PSB), cujo objetivo era propor ao Congresso Nacional a extinção dos monopólios estatais, sobretudo o das telecomunicações. Vice-líder do PMDB à época, o parlamentar mineiro declarou ser “totalmente favorável à quebra do monopólio das telecomunicações porque não podemos mais continuar a viver com o atual atraso que é devido ao fracasso do poder concedente (União)”.
Tentou a reeleição no pleito de outubro de 1994 e obteve uma suplência. Deixou a Câmara dos Deputados ao final da legislatura em 31 de janeiro de 1995.
Em 1999, logo após a posse o ex-presidente do Brasil, Itamar Franco, no governo de Minas Gerais, foi nomeado diretor da Cemig. Foi o responsável pela criação da Efficientia, subsidiária da Cemig, com atuação em serviços de eficiência energética.
Já no primeiro governo de Luiz Inácio Lula da Silva (2003-2006), ele foi nomeado diretor técnico da Companhia Brasileira de Trens Urbanos. Exerceu o cargo até maio de 2004, quando passou a fazer parte da diretoria da Centrais Elétricas Brasileiras (Eletrobrás), na condição de diretor de Projetos Especiais e Desenvolvimento Tecnológico  e Empresarial. Em 11 de julho de 2005, assumiu interinamente a presidência da Eletrobrás, em substituição ao engenheiro Silas Rondeau nomeado para o ministério de Minas e Energia na mesma ocasião, sendo efetivado no cargo em 29 de julho pelo Conselho de Administração da empresa.
Durante sua gestão, as empresas do grupo Eletrobrás tiveram participação destacada nos leilões de compra de energia elétrica de novos empreendimentos de geração realizados em dezembro de 2005 e outubro de 2006, arrematando em parceria com outras empresas ou isoladamente as concessões dos aproveitamentos hidrelétricos de Baguari, Simplício, Batalha, Passo São João, Mauá e Dardanelos. Obteve o ingresso de Furnas nos consórcios responsáveis pelos empreendimentos hidrelétricos de Foz do Chapecó e Serra do Facão e a assinatura do acordo de reestruturação societária da participação da Eletrobrás no consórcio Investco, responsável pela exploração da concessão da hidrelétrica Lajeado (Luís Eduardo Magalhães). Defendeu também, sem êxito, a reorganização societária e administrativa do grupo Eletrobrás e mudanças na legislação e no estatuto da empresa federal com o objetivo de permitir sua participação em projetos de geração e transmissão de energia no exterior. Em 2 de janeiro de 2007, deixou a presidência da estatal, sendo substituído em caráter interino pelo engenheiro Valter Cardeal. Em abril do mesmo ano, assumiu a presidência da Alstom Brasil, Ltda., empresa multinacional fabricante de turbinas, geradores, equipamentos de transmissão e de distribuição e material de transporte metroviário.

## Atividades Parlamentares

### Assembleia Nacional Constituinte
- Titular na Subcomissão da Ciência e Tecnologia e da Comunicação, da Comissão da Família, da Educação, Cultura e Esportes, da Ciência e Tecnologia e da Comunicação (1987);[2]
- Suplente na Subcomissão dos Direitos Políticos, dos Direitos Coletivos e Garantias, da Comissão da Soberania e dos Direitos e Garantias do Homem e da Mulher (1987);[2]

### Câmara dos Deputados

#### Comissões Permanentes
- Titular (1987-1990 e 1993-1994), Primeiro-Vice-Presidente (1991-1992) e Segundo-Vice-Presidente (1994) na Comissão Permanente da Ciência e Tecnologia, Comunicação e Informática;[2]
- Suplente na Comissão Permanente de Minas e Energia (1987-1991 e 1991-1992);[2]
- Titular na Comissão Permanente de Relações Exteriores (1992);[2]

#### Comissões Especiais
- Suplente na Comissão Especial de Crimes de Responsabilidades do Presidente da República (1992);[2]
- Titular na Comissão Especial da PL nº 965/91 (1992);[2]
- Suplente na Comissão Permanente do Sistema Previdenciário Brasileiro (1992);[2]

## Livros publicados
Ele publicou os livros Aproveitamentos hidrelétricos no Brasil (1968), Desenvolvimento econômico de Minas Gerais — sumário (1972) e Função social da engenharia (1981).